# Камышлаг
Камышлаг — Камышовый лагерь, Камышовлаг, (Особый лагерь № 10, Особлаг № 10) с центром в пос. Ольжерас (ныне г. Междуреченск) Мысковского района Кемеровской области.

## История
Камышовый лагерь, Камышлаг, (адрес «п/я ЖЦ-110»), особый лагерь для политзаключённых был организован 30 апреля 1951. Закрыт 4 октября 1954. Лагерные подразделения переданы Управлению исправительно-трудовых лагерей и колоний Управления МВД по Омской области.
Максимальное число заключённых приводится на 1 января 1954 г. — 13 тысяч 273 человека. Предполагаемая штатная численность — 25 000 з/к. О соотношении «особого контингента», осуждённых по политической 58 статье УК и так называемого «общего контингента» (осуждённых по другим статьям УК дают представление данные за 1 февраля 1953 — на 8062 политических заключённых приходилось 880 «бытовиков».

## Выполняемые работы
- Строительство шахт Томь-Усинского месторождения Кузнецкого угольного бассейна. Согласно постановлению Совета министров (2602-1078с от 14.08.1948) планировалось в 1949—1952 гг. на Томь-Усинском месторождении заложить 19 шахт и штолен
- работы треста «Томусашахтстрой» Министерство Угольной Промышленности СССР
- строительные объекты Томского и Мысковского шахтстройуправлений (в том числе жилищное строительство).
- строительство шахт Ольжерасского шахтстройуправления
- строительство Томь-Усинской обогатительной фабрики № 1 (совместно с комбинатом «Кузбасшахтсрой»)
- строительство штольней № 1 и 2 (совместно с комбинатом «Кузбасшахтсрой»)
- строительство насосной станции (совместно с комбинатом «Кузбасшахтсрой»)
- строительство электроподстанции (совместно с комбинатом «Кузбасшахтсрой»)
- строительство Омского нефтеперерабатывающего завода Министерства нефтяной промышленности СССР (совместно с «Омскстроем» МНП)

## Численность
| Дата          | численность | Дата          | численность |
| ------------- | ----------- | ------------- | ----------- |
| 1 июля 1951   | 7256        | 1 января 1953 | 8182        |
| 1 января 1952 | 10 750      | 1 января 1954 | 13 273      |

## Начальники
- Марин Г. А., подполковник, полковник, с 30.04.1951 по 13.04.1954, оставался одновременно начальником лагеря для военнопленных № 99.
- Смирнов А. Г., майор, с 17.04.1954 по 04.10.1954.